# Liste der deutschen Spieler in der NHL
Die Liste der deutschen Spieler in der NHL enthält alle Eishockeyspieler mit deutscher Staatsangehörigkeit, die mindestens ein Spiel in der regulären Saison der nordamerikanischen National Hockey League, die als beste Profiliga der Welt gilt, absolviert haben.

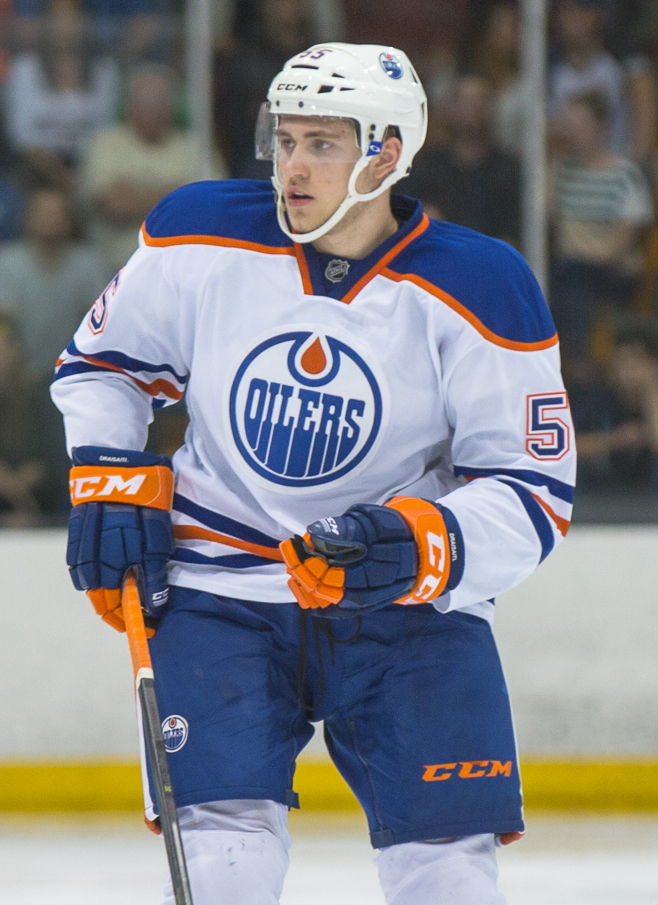
Leon Draisaitl ist der Spieler mit den meisten Punkten mit deutscher Staatsangehörigkeit

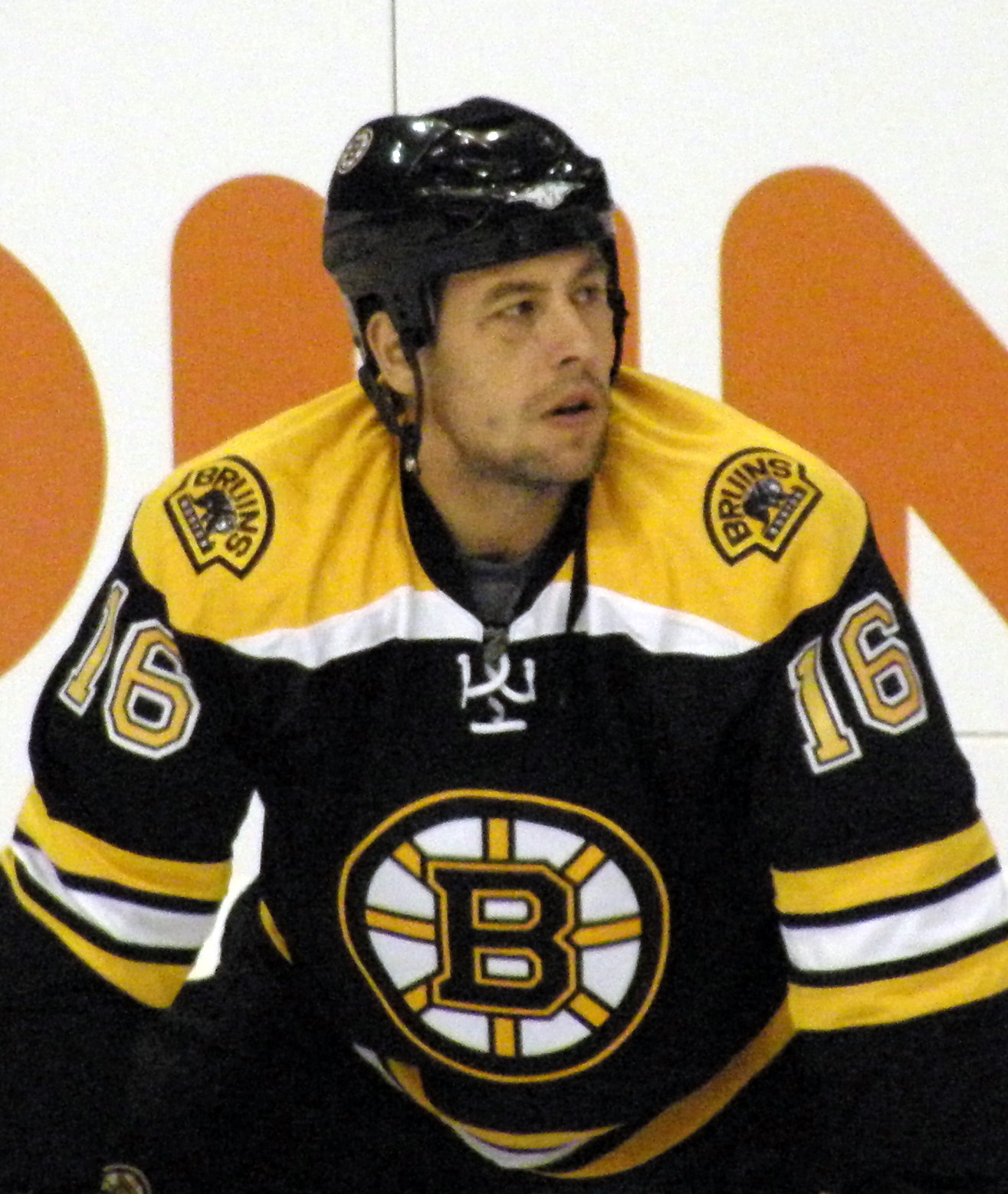
Marco Sturm hat die meisten Spiele absolviert

Walt Tkaczuk war der erste in Deutschland geborene NHL-Spieler. Er besitzt jedoch nur die kanadische Staatsbürgerschaft. Er spielte von 1968 bis 1981 in der NHL. Die Geschichte der Deutschen in der NHL geht bis ins Jahr 1978 zurück, als Bernhard Englbrecht und Gerd Truntschka gedraftet wurden. Beide Spieler kamen jedoch nie in der NHL zum Einsatz.
1981 absolvierte mit Udo Kießling erstmals ein Spieler mit deutscher Staatsangehörigkeit ein Spiel in der höchsten nordamerikanische Profiliga. Trotz eines Vertragsangebots kehrte Kießling jedoch in die Bundesliga zurück. Der erste deutsche Spieler, der schließlich regelmäßig in der NHL zum Einsatz kam, war Uli Hiemer, der 1984 zu den New Jersey Devils wechselte und für diese bis 1987 spielte. Die bisher erfolgreichsten deutschen Spieler in der National Hockey League sind Uwe Krupp und Tom Kühnhackl, die jeweils zweimal den Stanley Cup gewinnen konnten. Eine individuelle Auszeichnung der Liga konnte Krupp während seiner aktiven Zeit jedoch nie gewinnen, dies gelang Torhüter Olaf Kölzig als erstem Deutschen im Jahr 2000, der die Auszeichnung als bester Torwart erhielt.
In der folgenden Liste sind alle deutschen NHL-Spieler aufgeführt, auch wenn die deutsche Staatsbürgerschaft erst nach ihrer Zeit in der National Hockey League, beispielsweise neben der kanadischen, angenommen wurde.

## Alphabetische Auflistung
Abkürzungen: Nat = Nationalität/en, Pos = Position, GP = Spiele, G = Tore, A = Assists, Pts = Punkte, PIM = Strafminuten, G = Torhüter, D = Verteidiger, C = Center, W = Flügel, F = Stürmer, RW = Rechter Flügel, LW = Linker Flügel
Erläuterung: In der oberen Zeile sind jeweils die Spiele in der regulären Saison angegeben, in der unteren Zeile befindet sich die Anzahl der Playoff-Spiele. Die Statistiken der momentan noch in der NHL aktiven Spieler sind auf dem Stand nach der Saison 2023/24.
Grünlich unterlegte Spieler standen in der Saison 2024/25 im Kader eines NHL-Franchises.
| Name               | Nat                   | Pos   | Geburtsdatum       | GP  | G   | A   | Pts | PIM | NHL-Teams | aktuelles Team           |
| ------------------ | --------------------- | ----- | ------------------ | --- | --- | --- | --- | --- | --- | ------------------------ |
| Nikita Alexandrov  | Deutsch-Russe         | L     | 16. September 2000 | 51  | 3   | 6   | 9   | 12  | St. Louis Blues (2022–2024) | Springfield Thunderbirds |
| Nikita Alexandrov  | Deutsch-Russe         | L     | 16. September 2000 | –   | –   | –   | –   | –   | St. Louis Blues (2022–2024) | Springfield Thunderbirds |
| Jan Benda          | Deutsch-Tscheche      | D     | 28. April 1972     | 9   | 0   | 3   | 3   | 6   | Washington Capitals (1997–1998) | Karriereende             |
| Jan Benda          | Deutsch-Tscheche      | D     | 28. April 1972     | –   | –   | –   | –   | –   | Washington Capitals (1997–1998) | Karriereende             |
| Lean Bergmann      | Deutschland           | LW    | 4. Oktober 1998    | 13  | 0   | 1   | 1   | 8   | San Jose Sharks (2019–2021) | Eisbären Berlin          |
| Lean Bergmann      | Deutschland           | LW    | 4. Oktober 1998    | –   | –   | –   | –   | –   | San Jose Sharks (2019–2021) | Eisbären Berlin          |
| Sven Butenschön    | Deutsch-Kanadier      | D     | 22. März 1976      | 140 | 2   | 12  | 14  | 86  | Pittsburgh Penguins (1997–2001) Edmonton Oilers (2001–2002) New York Islanders (2002–2004) Vancouver Canucks (2005–2006)                                                          | Karriereende             |
| Sven Butenschön    | Deutsch-Kanadier      | D     | 22. März 1976      | 4   | 0   | 0   | 0   | 0   | Pittsburgh Penguins (1997–2001) Edmonton Oilers (2001–2002) New York Islanders (2002–2004) Vancouver Canucks (2005–2006)                                                          | Karriereende             |
| Mike Card          | Deutsch-Kanadier      | D     | 18. Februar 1986   | 4   | 0   | 0   | 0   | 0   | Buffalo Sabres (2006–2007) | Karriereende             |
| Mike Card          | Deutsch-Kanadier      | D     | 18. Februar 1986   | –   | –   | –   | –   | –   | Buffalo Sabres (2006–2007) | Karriereende             |
| Nico Daws          | Deutsch-Kanadier      | G     | 22. Dezember 2000  | 52  | 0   | 1   | 1   | 0   | New Jersey Devils (2021–2024) | Utica Comets             |
| Nico Daws          | Deutsch-Kanadier      | G     | 22. Dezember 2000  | –   | –   | –   | –   | –   | New Jersey Devils (2021–2024) | Utica Comets             |
| Leon Draisaitl     | Deutschland           | C     | 27. Oktober 1995   | 790 | 399 | 557 | 956 | 340 | Edmonton Oilers (seit 2014) | Edmonton Oilers          |
| Leon Draisaitl     | Deutschland           | C     | 27. Oktober 1995   | 96  | 52  | 89  | 141 | 57  | Edmonton Oilers (seit 2014) | Edmonton Oilers          |
| Christian Ehrhoff  | Deutschland           | D     | 6. Juli 1982       | 789 | 74  | 266 | 340 | 517 | San Jose Sharks (2004–2009) Vancouver Canucks (2009–2011) Buffalo Sabres (2011–2014) Pittsburgh Penguins (2014–2015) Los Angeles Kings (2015–2016) Chicago Blackhawks (2016)      | Karriereende             |
| Christian Ehrhoff  | Deutschland           | D     | 6. Juli 1982       | 73  | 7   | 27  | 34  | 64  | San Jose Sharks (2004–2009) Vancouver Canucks (2009–2011) Buffalo Sabres (2011–2014) Pittsburgh Penguins (2014–2015) Los Angeles Kings (2015–2016) Chicago Blackhawks (2016)      | Karriereende             |
| Ron Fischer        | Deutsch-Kanadier      | D     | 12. April 1959     | 18  | 0   | 7   | 7   | 6   | Buffalo Sabres (1981–1983) | Karriereende             |
| Ron Fischer        | Deutsch-Kanadier      | D     | 12. April 1959     | –   | –   | –   | –   | –   | Buffalo Sabres (1981–1983) | Karriereende             |
| Karl Friesen       | Deutschland           | G     | 30. Juni 1958      | 4   | 0   | 1   | 1   | 0   | New Jersey Devils (1986–1987) | Karriereende             |
| Karl Friesen       | Deutschland           | G     | 30. Juni 1958      | –   | –   | –   | –   | –   | New Jersey Devils (1986–1987) | Karriereende             |
| Robby Geale        | Deutsch-Kanadier      | C     | 17. April 1962     | 1   | 0   | 0   | 0   | 2   | Pittsburgh Penguins (1984–1985) | Karriereende             |
| Robby Geale        | Deutsch-Kanadier      | C     | 17. April 1962     | –   | –   | –   | –   | –   | Pittsburgh Penguins (1984–1985) | Karriereende             |
| Marcel Goc         | Deutschland           | C     | 24. August 1983    | 636 | 75  | 113 | 188 | 157 | San Jose Sharks (2003–2009) Nashville Predators (2009–2011) Florida Panthers (2011–2013) Pittsburgh Penguins (2013–2015) St. Louis Blues (2015)                                   | Karriereende             |
| Marcel Goc         | Deutschland           | C     | 24. August 1983    | 63  | 5   | 10  | 15  | 14  | San Jose Sharks (2003–2009) Nashville Predators (2009–2011) Florida Panthers (2011–2013) Pittsburgh Penguins (2013–2015) St. Louis Blues (2015)                                   | Karriereende             |
| Sascha Goc         | Deutschland           | D     | 14. April 1979     | 22  | 0   | 0   | 0   | 4   | New Jersey Devils (2000–2001) Tampa Bay Lightning (2001–2002) | Karriereende             |
| Sascha Goc         | Deutschland           | D     | 14. April 1979     | –   | –   | –   | –   | –   | New Jersey Devils (2000–2001) Tampa Bay Lightning (2001–2002) | Karriereende             |
| Rick Goldmann      | Deutschland           | D     | 7. April 1976      | 1   | 0   | 0   | 0   | 0   | Ottawa Senators (1999–2000) | Karriereende             |
| Rick Goldmann      | Deutschland           | D     | 7. April 1976      | –   | –   | –   | –   | –   | Ottawa Senators (1999–2000) | Karriereende             |
| Thomas Greiss      | Deutschland           | G     | 29. Januar 1986    | 368 | 0   | 4   | 4   | 14  | San Jose Sharks (2007–2013) Phoenix Coyotes (2013–2014) Pittsburgh Penguins (2014–2015) New York Islanders (2015–2020) Detroit Red Wings (2020–2022) St. Louis Blues (2022–2023)  | Löwen Frankfurt          |
| Thomas Greiss      | Deutschland           | G     | 29. Januar 1986    | 17  | 0   | 0   | 0   | 0   | San Jose Sharks (2007–2013) Phoenix Coyotes (2013–2014) Pittsburgh Penguins (2014–2015) New York Islanders (2015–2020) Detroit Red Wings (2020–2022) St. Louis Blues (2022–2023)  | Löwen Frankfurt          |
| Philipp Grubauer   | Deutschland           | G     | 25. November 1991  | 370 | 0   | 6   | 6   | 6   | Washington Capitals (2013–2018) Colorado Avalanche (2018–2021) Seattle Kraken (seit 2021)                                                                                         | Seattle Kraken           |
| Philipp Grubauer   | Deutschland           | G     | 25. November 1991  | 47  | 0   | 2   | 2   | 0   | Washington Capitals (2013–2018) Colorado Avalanche (2018–2021) Seattle Kraken (seit 2021)                                                                                         | Seattle Kraken           |
| Dany Heatley       | Deutsch-Kanadier      | LW    | 21. Januar 1981    | 869 | 372 | 419 | 791 | 620 | Atlanta Thrashers (2002–2005) Ottawa Senators (2005–2009) San Jose Sharks (2009–2011) Minnesota Wild (2011–2014) Anaheim Ducks (2015)                                             | Karriereende             |
| Dany Heatley       | Deutsch-Kanadier      | LW    | 21. Januar 1981    | 77  | 16  | 47  | 63  | 63  | Atlanta Thrashers (2002–2005) Ottawa Senators (2005–2009) San Jose Sharks (2009–2011) Minnesota Wild (2011–2014) Anaheim Ducks (2015)                                             | Karriereende             |
| Jochen Hecht       | Deutschland           | C     | 21. Juni 1977      | 833 | 186 | 277 | 463 | 458 | St. Louis Blues (1998–2001) Edmonton Oilers (2001–2002) Buffalo Sabres (2002–2013)                                                                                                | Karriereende             |
| Jochen Hecht       | Deutschland           | C     | 21. Juni 1977      | 59  | 14  | 18  | 32  | 24  | St. Louis Blues (1998–2001) Edmonton Oilers (2001–2002) Buffalo Sabres (2002–2013)                                                                                                | Karriereende             |
| Mike Heidt         | Deutsch-Kanadier      | C     | 4. November 1963   | 6   | 0   | 1   | 1   | 7   | Los Angeles Kings (1983–1984) | Karriereende             |
| Mike Heidt         | Deutsch-Kanadier      | C     | 4. November 1963   | –   | –   | –   | –   | –   | Los Angeles Kings (1983–1984) | Karriereende             |
| Uli Hiemer         | Deutschland           | D     | 21. September 1962 | 143 | 19  | 54  | 73  | 176 | New Jersey Devils (1984–1987) | Karriereende             |
| Uli Hiemer         | Deutschland           | D     | 21. September 1962 | –   | –   | –   | –   | –   | New Jersey Devils (1984–1987) | Karriereende             |
| Jason Holland      | Deutsch-Kanadier      | D     | 30. April 1976     | 81  | 4   | 5   | 9   | 36  | New York Islanders (1996–1998) Buffalo Sabres (1998–2000) Los Angeles Kings (2001–2004)                                                                                           | Karriereende             |
| Jason Holland      | Deutsch-Kanadier      | D     | 30. April 1976     | 1   | 0   | 0   | 0   | 0   | New York Islanders (1996–1998) Buffalo Sabres (1998–2000) Los Angeles Kings (2001–2004)                                                                                           | Karriereende             |
| Korbinian Holzer   | Deutschland           | D     | 16. Februar 1988   | 206 | 6   | 21  | 27  | 139 | Toronto Maple Leafs (2010–2015) Anaheim Ducks (2015–2020) Nashville Predators (2020)                                                                                              | Graz 99ers               |
| Korbinian Holzer   | Deutschland           | D     | 16. Februar 1988   | 5   | 0   | 0   | 0   | 18  | Toronto Maple Leafs (2010–2015) Anaheim Ducks (2015–2020) Nashville Predators (2020)                                                                                              | Graz 99ers               |
| Steve Junker       | Deutsch-Kanadier      | RW    | 26. Juni 1972      | 5   | 0   | 0   | 0   | 0   | New York Islanders (1993–1994) | Karriereende             |
| Steve Junker       | Deutsch-Kanadier      | RW    | 26. Juni 1972      | 1   | 0   | 0   | 0   | 0   | New York Islanders (1993–1994) | Karriereende             |
| Dominik Kahun      | Deutsch-Tscheche      | C     | 2. Juli 1995       | 186 | 34  | 49  | 83  | 16  | Chicago Blackhawks (2018–2019) Pittsburgh Penguins (2019–2020) Buffalo Sabres (2020) Edmonton Oilers (2020–2021)                                                                  | Lausanne HC              |
| Dominik Kahun      | Deutsch-Tscheche      | C     | 2. Juli 1995       | 2   | 0   | 0   | 0   | 0   | Chicago Blackhawks (2018–2019) Pittsburgh Penguins (2019–2020) Buffalo Sabres (2020) Edmonton Oilers (2020–2021)                                                                  | Lausanne HC              |
| Udo Kießling       | Deutschland           | D     | 21. Mai 1955       | 1   | 0   | 0   | 0   | 2   | Minnesota North Stars (1981–1982) | Karriereende             |
| Udo Kießling       | Deutschland           | D     | 21. Mai 1955       | –   | –   | –   | –   | –   | Minnesota North Stars (1981–1982) | Karriereende             |
| Olaf Kölzig        | Deutschland           | G     | 6. April 1970      | 711 | 0   | 17  | 17  | 107 | Washington Capitals (1989–2008) Tampa Bay Lightning (2008–2009) Toronto Maple Leafs (2009)                                                                                        | Karriereende             |
| Olaf Kölzig        | Deutschland           | G     | 6. April 1970      | 39  | 0   | 0   | 0   | 8   | Washington Capitals (1989–2008) Tampa Bay Lightning (2008–2009) Toronto Maple Leafs (2009)                                                                                        | Karriereende             |
| Uwe Krupp          | Deutschland           | D     | 24. Juni 1965      | 729 | 69  | 212 | 281 | 660 | Buffalo Sabres (1986–1991) New York Islanders (1986–1991) Québec Nordiques (1994–1995) Colorado Avalanche (1995–1998) Detroit Red Wings (1998–2002) Atlanta Thrashers (2002–2003) | Karriereende             |
| Uwe Krupp          | Deutschland           | D     | 24. Juni 1965      | 81  | 6   | 23  | 29  | 86  | Buffalo Sabres (1986–1991) New York Islanders (1986–1991) Québec Nordiques (1994–1995) Colorado Avalanche (1995–1998) Detroit Red Wings (1998–2002) Atlanta Thrashers (2002–2003) | Karriereende             |
| Tom Kühnhackl      | Deutschland           | LW/RW | 21. Januar 1992    | 232 | 18  | 36  | 54  | 60  | Pittsburgh Penguins (2016–2018) New York Islanders (2018–2020) | Adler Mannheim           |
| Tom Kühnhackl      | Deutschland           | LW/RW | 21. Januar 1992    | 58  | 3   | 8   | 11  | 10  | Pittsburgh Penguins (2016–2018) New York Islanders (2018–2020) | Adler Mannheim           |
| Marcel Müller      | Deutschland           | C     | 10. Juli 1988      | 3   | 0   | 0   | 0   | 2   | Toronto Maple Leafs (2010–2011) | Straubing Tigers         |
| Marcel Müller      | Deutschland           | C     | 10. Juli 1988      | –   | –   | –   | –   | –   | Toronto Maple Leafs (2010–2011) | Straubing Tigers         |
| Marc Michaelis     | Deutschland           | LW    | 31. Juli 1995      | 15  | 0   | 0   | 0   | 2   | Vancouver Canucks (2020–2021) | Adler Mannheim           |
| Marc Michaelis     | Deutschland           | LW    | 31. Juli 1995      | –   | –   | –   | –   | –   | Vancouver Canucks (2020–2021) | Adler Mannheim           |
| Daniel O'Regan     | Deutsch-US-Amerikaner | C     | 30. Januar 1994    | 30  | 1   | 5   | 6   | 2   | San Jose Sharks (2016–2018) Buffalo Sabres (2018–2019) New York Rangers (2019–2020) Vegas Golden Knights (2020–2021) Anaheim Ducks (2021–2022) Detroit Red Wings (2022)           | Kunlun Red Star          |
| Daniel O'Regan     | Deutsch-US-Amerikaner | C     | 30. Januar 1994    | –   | –   | –   | –   | –   | San Jose Sharks (2016–2018) Buffalo Sabres (2018–2019) New York Rangers (2019–2020) Vegas Golden Knights (2020–2021) Anaheim Ducks (2021–2022) Detroit Red Wings (2022)           | Kunlun Red Star          |
| Dimitri Pätzold    | Deutsch-Kasache       | G     | 3. Februar 1983    | 3   | 0   | 0   | 0   | 0   | San Jose Sharks (2007–2008) | Karriereende             |
| Dimitri Pätzold    | Deutsch-Kasache       | G     | 3. Februar 1983    | –   | –   | –   | –   | –   | San Jose Sharks (2007–2008) | Karriereende             |
| John-Jason Peterka | Deutschland           | RW    | 14. Januar 2002    | 238 | 67  | 83  | 150 | 88  | Buffalo Sabres (2021–2025) Utah Mammoth (seit 2025) | Utah Mammoth             |
| John-Jason Peterka | Deutschland           | RW    | 14. Januar 2002    | –   | –   | –   | –   | –   | Buffalo Sabres (2021–2025) Utah Mammoth (seit 2025) | Utah Mammoth             |
| Timo Pielmeier     | Deutschland           | G     | 7. Juli 1989       | 1   | 0   | 0   | 0   | 0   | Anaheim Ducks (2010–2011) | Deggendorfer SC          |
| Timo Pielmeier     | Deutschland           | G     | 7. Juli 1989       | –   | –   | –   | –   | –   | Anaheim Ducks (2010–2011) | Deggendorfer SC          |
| Lukas Reichel      | Deutschland           | LW    | 17. Mai 2002       | 169 | 20  | 34  | 54  | 30  | Chicago Blackhawks (seit 2021) | Chicago Blackhawks       |
| Lukas Reichel      | Deutschland           | LW    | 17. Mai 2002       | –   | –   | –   | –   | –   | Chicago Blackhawks (seit 2021) | Chicago Blackhawks       |
| Tobias Rieder      | Deutschland           | RW    | 10. Januar 1993    | 478 | 64  | 81  | 145 | 52  | Arizona Coyotes (2014–2018) Los Angeles Kings (2018) Edmonton Oilers (2018–2019) Calgary Flames (2019–2020) Buffalo Sabres (2020–2021)                                            | EHC Red Bull München     |
| Tobias Rieder      | Deutschland           | RW    | 10. Januar 1993    | 14  | 3   | 2   | 5   | 0   | Arizona Coyotes (2014–2018) Los Angeles Kings (2018) Edmonton Oilers (2018–2019) Calgary Flames (2019–2020) Buffalo Sabres (2020–2021)                                            | EHC Red Bull München     |
| Chris Schmidt      | Deutsch-Kanadier      | D     | 1. März 1976       | 10  | 0   | 2   | 2   | 5   | Los Angeles Kings (2002–2003) | Karriereende             |
| Chris Schmidt      | Deutsch-Kanadier      | D     | 1. März 1976       | –   | –   | –   | –   | –   | Los Angeles Kings (2002–2003) | Karriereende             |
| Wally Schreiber    | Deutsch-Kanadier      | RW    | 15. April 1962     | 41  | 8   | 10  | 18  | 12  | Minnesota North Stars (1981–1983) | Karriereende             |
| Wally Schreiber    | Deutsch-Kanadier      | RW    | 15. April 1962     | –   | –   | –   | –   | –   | Minnesota North Stars (1981–1983) | Karriereende             |
| Christoph Schubert | Deutschland           | D     | 5. Februar 1982    | 315 | 25  | 47  | 72  | 263 | Ottawa Senators (2005–2009) Atlanta Thrashers (2009–2010) | Karriereende             |
| Christoph Schubert | Deutschland           | D     | 5. Februar 1982    | 31  | 0   | 2   | 2   | 34  | Ottawa Senators (2005–2009) Atlanta Thrashers (2009–2010) | Karriereende             |
| Dennis Seidenberg  | Deutschland           | D     | 18. Juli 1981      | 859 | 44  | 202 | 246 | 359 | Philadelphia Flyers (2002–2006) Phoenix Coyotes (2006–2007) Carolina Hurricanes (2007–2009) Florida Panthers (2009–2010) Boston Bruins (2010–2016) New York Islanders (2016–2019) | Karriereende             |
| Dennis Seidenberg  | Deutschland           | D     | 18. Juli 1981      | 69  | 3   | 18  | 21  | 53  | Philadelphia Flyers (2002–2006) Phoenix Coyotes (2006–2007) Carolina Hurricanes (2007–2009) Florida Panthers (2009–2010) Boston Bruins (2010–2016) New York Islanders (2016–2019) | Karriereende             |
| Moritz Seider      | Deutschland           | D     | 6. April 2001      | 328 | 29  | 151 | 180 | 165 | Detroit Red Wings (seit 2021) | Detroit Red Wings        |
| Moritz Seider      | Deutschland           | D     | 6. April 2001      | –   | –   | –   | –   | –   | Detroit Red Wings (seit 2021) | Detroit Red Wings        |
| Tim Stützle        | Deutschland           | C     | 15. Januar 2002    | 367 | 115 | 211 | 326 | 179 | Ottawa Senators (seit 2020) | Ottawa Senators          |
| Tim Stützle        | Deutschland           | C     | 15. Januar 2002    | –   | –   | –   | –   | –   | Ottawa Senators (seit 2020) | Ottawa Senators          |
| Marco Sturm        | Deutschland           | C     | 8. September 1978  | 938 | 242 | 245 | 487 | 446 | San Jose Sharks (1997–2005) Boston Bruins (2005–2010) Los Angeles Kings (2010–2011) Vancouver Canucks (2011) Washington Capitals (2011) Florida Panthers (2011–2012)              | Karriereende             |
| Marco Sturm        | Deutschland           | C     | 8. September 1978  | 68  | 9   | 13  | 22  | 30  | San Jose Sharks (1997–2005) Boston Bruins (2005–2010) Los Angeles Kings (2010–2011) Vancouver Canucks (2011) Washington Capitals (2011) Florida Panthers (2011–2012)              | Karriereende             |
| Nico Sturm         | Deutschland           | C     | 3. Mai 1995        | 268 | 46  | 46  | 92  | 86  | Minnesota Wild (2019–2022) Colorado Avalanche (2022) San Jose Sharks (2022–2025) Florida Panthers (2025) Minnesota Wild (seit 2025)                                               | Minnesota Wild           |
| Nico Sturm         | Deutschland           | C     | 3. Mai 1995        | 30  | 2   | 3   | 5   | 2   | Minnesota Wild (2019–2022) Colorado Avalanche (2022) San Jose Sharks (2022–2025) Florida Panthers (2025) Minnesota Wild (seit 2025)                                               | Minnesota Wild           |
| Alexander Sulzer   | Deutschland           | D     | 30. Mai 1984       | 131 | 7   | 15  | 22  | 44  | Nashville Predators (2009–2011) Florida Panthers (2011) Vancouver Canucks (2011–2012) Buffalo Sabres (2012–2014)                                                                  | Karriereende             |
| Alexander Sulzer   | Deutschland           | D     | 30. Mai 1984       | –   | –   | –   | –   | –   | Nashville Predators (2009–2011) Florida Panthers (2011) Vancouver Canucks (2011–2012) Buffalo Sabres (2012–2014)                                                                  | Karriereende             |
| Maksymilian Szuber | Deutsch-Pole          | D     | 25. August 2002    | 1   | 0   | 0   | 0   | 2   | Arizona Coyotes (2024) | Tucson Roadrunners       |
| Maksymilian Szuber | Deutsch-Pole          | D     | 25. August 2002    | –   | –   | –   | –   | –   | Arizona Coyotes (2024) | Tucson Roadrunners       |
| Niklas Treutle     | Deutschland           | G     | 29. April 1991     | 2   | 0   | 0   | 0   | 2   | Arizona Coyotes (2016) | Nürnberg Ice Tigers      |
| Niklas Treutle     | Deutschland           | G     | 29. April 1991     | –   | –   | –   | –   | –   | Arizona Coyotes (2016) | Nürnberg Ice Tigers      |
| John Tripp         | Deutsch-Kanadier      | C     | 4. Mai 1977        | 43  | 2   | 7   | 9   | 35  | New York Rangers (2002–2003) Los Angeles Kings (2003–2004) | Karriereende             |
| John Tripp         | Deutsch-Kanadier      | C     | 4. Mai 1977        | –   | –   | –   | –   | –   | New York Rangers (2002–2003) Los Angeles Kings (2003–2004) | Karriereende             |
| Stefan Ustorf      | Deutschland           | C     | 3. Januar 1974     | 54  | 7   | 10  | 17  | 16  | Washington Capitals (1995–1997) | Karriereende             |
| Stefan Ustorf      | Deutschland           | C     | 3. Januar 1974     | –   | –   | –   | –   | –   | Washington Capitals (1995–1997) | Karriereende             |
| David Wolf         | Deutschland           | LW    | 15. September 1989 | 3   | 0   | 0   | 0   | 2   | Calgary Flames (2014–2015) | Kassel Huskies           |
| David Wolf         | Deutschland           | LW    | 15. September 1989 | 1   | 0   | 0   | 0   | 0   | Calgary Flames (2014–2015) | Kassel Huskies           |
| Rob Zepp           | Deutsch-Kanadier      | G     | 7. September 1981  | 10  | 0   | 0   | 0   | 0   | Philadelphia Flyers (2014–2015) | Karriereende             |
| Rob Zepp           | Deutsch-Kanadier      | G     | 7. September 1981  | –   | –   | –   | –   | –   | Philadelphia Flyers (2014–2015) | Karriereende             |

## Statistik
| Team                  | gesamt | aktiv |
| --------------------- | ------ | ----- |
| Buffalo Sabres        | 9      | 1     |
| Los Angeles Kings     | 7      | 0     |
| San Jose Sharks       | 7      | 1     |
| Washington Capitals   | 6      | 0     |
| New York Islanders    | 6      | 0     |
| Pittsburgh Penguins   | 5      | 0     |
| Edmonton Oilers       | 5      | 1     |
| Vancouver Canucks     | 4      | 0     |
| Ottawa Senators       | 4      | 1     |
| Florida Panthers      | 4      | 0     |
| Anaheim Ducks         | 3      | 0     |
| Arizona Coyotes       | 3      | 0     |
| Atlanta Thrashers     | 3      | 0     |
| New Jersey Devils     | 3      | 0     |
| Toronto Maple Leafs   | 3      | 0     |
| Colorado Avalanche    | 3      | 0     |
| Boston Bruins         | 2      | 0     |
| St. Louis Blues       | 3      | 1     |
| Philadelphia Flyers   | 2      | 0     |
| Tampa Bay Lightning   | 2      | 0     |
| Minnesota North Stars | 2      | 0     |
| Calgary Flames        | 2      | 0     |
| Chicago Blackhawks    | 1      | 0     |
| Carolina Hurricanes   | 1      | 0     |
| Detroit Red Wings     | 1      | 1     |
| New York Rangers      | 1      | 0     |
| Québec Nordiques      | 1      | 0     |
| Minnesota Wild        | 2      | 0     |
| Seattle Kraken        | 1      | 1     |

|    | Position                             | Anzahl |
| -- | ------------------------------------ | ------ |
| 1. | Verteidiger (D)                      | 16     |
| 2. | Center (C)                           | 8      |
| 3. | Torhüter (G)                         | 6      |
| 4. | Linker/Rechter Flügelspieler (LW/RW) | 5      |

## Rekorde

### Reguläre Saison
|    | Name              | Anzahl |
| -- | ----------------- | ------ |
| 1. | Marco Sturm       | 938    |
| 2. | Dany Heatley      | 863    |
| 3. | Dennis Seidenberg | 859    |
| 4. | Jochen Hecht      | 833    |
| 5. | Christian Ehrhoff | 789    |

|    | Name           | Anzahl |
| -- | -------------- | ------ |
| 1. | Leon Draisaitl | 399    |
| 2. | Dany Heatley   | 372    |
| 3. | Marco Sturm    | 242    |
| 4. | Jochen Hecht   | 186    |
| 5. | Tim Stützle    | 115    |

|    | Name              | Anzahl |
| -- | ----------------- | ------ |
| 1. | Leon Draisaitl    | 557    |
| 2. | Dany Heatley      | 419    |
| 3. | Jochen Hecht      | 277    |
| 4. | Christian Ehrhoff | 266    |
| 5. | Marco Sturm       | 245    |

|     | Name              | Anzahl |
| --- | ----------------- | ------ |
| 1.  | Leon Draisaitl    | 956    |
| 2.  | Dany Heatley      | 791    |
| 3.  | Marco Sturm       | 487    |
| 4.  | Jochen Hecht      | 463    |
| 5.  | Christian Ehrhoff | 340    |
| 6.  | Tim Stützle       | 326    |
| 7.  | Uwe Krupp         | 281    |
| 8.  | Dennis Seidenberg | 246    |
| 9.  | Marcel Goc        | 188    |
| 10. | Moritz Seider     | 180    |

|    | Name           | Saison    | Anzahl |
| -- | -------------- | --------- | ------ |
| 1. | Leon Draisaitl | 2021–2022 | 55     |
| 2. | Leon Draisaitl | 2022–2023 | 52     |
| 2. | Leon Draisaitl | 2024–2025 | 52     |
| 4. | Leon Draisaitl | 2018–2019 | 50     |
| 4. | Dany Heatley   | 2005–2006 | 50     |
| 4. | Dany Heatley   | 2006–2007 | 50     |
| 7. | Leon Draisaitl | 2019–2020 | 43     |
| 8. | Leon Draisaitl | 2023–2024 | 41     |
| 8. | Dany Heatley   | 2002–2003 | 41     |
| 8. | Dany Heatley   | 2007–2008 | 41     |

|     | Name           | Saison    | Anzahl |
| --- | -------------- | --------- | ------ |
| 1.  | Leon Draisaitl | 2022–2023 | 76     |
| 2.  | Leon Draisaitl | 2019–2020 | 67     |
| 3.  | Leon Draisaitl | 2023–2024 | 65     |
| 4.  | Leon Draisaitl | 2021–2022 | 55     |
| 4.  | Leon Draisaitl | 2018–2019 | 55     |
| 4.  | Dany Heatley   | 2006–2007 | 55     |
| 7.  | Leon Draisaitl | 2024–2025 | 54     |
| 8.  | Leon Draisaitl | 2020–2021 | 53     |
| 8.  | Dany Heatley   | 2005–2006 | 53     |
| 10. | Tim Stützle    | 2023–2024 | 52     |

|     | Name           | Saison    | Anzahl |
| --- | -------------- | --------- | ------ |
| 1.  | Leon Draisaitl | 2022–2023 | 128    |
| 2.  | Leon Draisaitl | 2021–2022 | 110    |
| 2.  | Leon Draisaitl | 2019–2020 | 110    |
| 4.  | Leon Draisaitl | 2023–2024 | 106    |
| 4.  | Leon Draisaitl | 2024–2025 | 106    |
| 6.  | Dany Heatley   | 2006–2007 | 105    |
| 6.  | Leon Draisaitl | 2018–2019 | 105    |
| 8.  | Dany Heatley   | 2005–2006 | 103    |
| 9.  | Tim Stützle    | 2022–2023 | 90     |
| 10. | Dany Heatley   | 2002–2003 | 89     |

|    | Name              | Anzahl |
| -- | ----------------- | ------ |
| 1. | Uwe Krupp         | 660    |
| 2. | Dany Heatley      | 620    |
| 3. | Christian Ehrhoff | 517    |
| 4. | Jochen Hecht      | 458    |
| 5. | Marco Sturm       | 446    |

|    | Name              | Anzahl |
| -- | ----------------- | ------ |
| 1. | Olaf Kölzig       | 17     |
| 2. | Uwe Krupp         | 15     |
| 3. | Marco Sturm       | 14     |
| 3. | Jochen Hecht      | 14     |
| 3. | Dennis Seidenberg | 14     |
| 3. | Thomas Greiss     | 14     |

|    | Name             | Schnitt |
| -- | ---------------- | ------- |
| 1. | Philipp Grubauer | 2,65    |
| 2. | Olaf Kölzig      | 2,71    |
| 3. | Thomas Greiss    | 2,77    |
| 4. | Rob Zepp         | 2,89    |
| 5. | Nico Daws        | 2.98    |

|    | Name             | Prozent |
| -- | ---------------- | ------- |
| 1. | Thomas Greiss    | 91,1    |
| 2. | Philipp Grubauer | 90,8    |
| 3. | Olaf Kölzig      | 90,6    |
| 4. | Nico Daws        | 89,8    |
| 5. | Rob Zepp         | 88,8    |

|    | Name             | Anzahl |
| -- | ---------------- | ------ |
| 1. | Olaf Kölzig      | 35     |
| 2. | Philipp Grubauer | 22     |
| 3. | Thomas Greiss    | 16     |
| 4. | Nico Daws        | 1      |

|    | Name             | Anzahl |
| -- | ---------------- | ------ |
| 1. | Olaf Kölzig      | 303    |
| 3. | Philipp Grubauer | 166    |
| 2. | Thomas Greiss    | 162    |
| 4. | Nico Daws        | 22     |
| 5. | Rob Zepp         | 5      |

|    | Name             | Saison    | Schnitt |
| -- | ---------------- | --------- | ------- |
| 1. | Philipp Grubauer | 2020–2021 | 1,95    |
| 2. | Philipp Grubauer | 2016–2017 | 2,04    |
| 3. | Olaf Kölzig      | 1997–1998 | 2,20    |
| 4. | Olaf Kölzig      | 1999–2000 | 2,24    |
| 5. | Thomas Greiss    | 2018–2019 | 2,28    |

|    | Name             | Saison    | Prozent |
| -- | ---------------- | --------- | ------- |
| 1. | Thomas Greiss    | 2018–2019 | 92,7    |
| 2. | Philipp Grubauer | 2016–2017 | 92,6    |
| 3. | Thomas Greiss    | 2015–2016 | 92,5    |
| 4. | Philipp Grubauer | 2017–2018 | 92,3    |
| 4. | Philipp Grubauer | 2020–2021 | 92,3    |

|    | Name             | Saison    | Anzahl |
| -- | ---------------- | --------- | ------ |
| 1. | Philipp Grubauer | 2020–2021 | 7      |
| 2. | Olaf Kölzig      | 2001–2002 | 6      |
| 3. | Thomas Greiss    | 2018–2019 | 5      |
| 3. | Olaf Kölzig      | 1997–1998 | 5      |
| 3. | Olaf Kölzig      | 1999–2000 | 5      |
| 3. | Olaf Kölzig      | 2000–2001 | 5      |

|    | Name        | Saison    | Anzahl |
| -- | ----------- | --------- | ------ |
| 1. | Olaf Kölzig | 1999–2000 | 41     |
| 2. | Olaf Kölzig | 2000–2001 | 37     |
| 3. | Olaf Kölzig | 1997–1998 | 33     |
| 3. | Olaf Kölzig | 2002–2003 | 33     |
| 5. | Olaf Kölzig | 2001–2002 | 31     |

### Play-offs
|    | Name              | Anzahl |
| -- | ----------------- | ------ |
| 1. | Leon Draisaitl    | 96     |
| 2. | Uwe Krupp         | 81     |
| 3. | Dany Heatley      | 77     |
| 4. | Christian Ehrhoff | 73     |
| 5. | Dennis Seidenberg | 69     |

|    | Name              | Anzahl |
| -- | ----------------- | ------ |
| 1. | Leon Draisaitl    | 52     |
| 2. | Dany Heatley      | 16     |
| 3. | Jochen Hecht      | 14     |
| 4. | Marco Sturm       | 9      |
| 5. | Christian Ehrhoff | 7      |

|    | Name              | Anzahl |
| -- | ----------------- | ------ |
| 1. | Leon Draisaitl    | 89     |
| 2. | Dany Heatley      | 47     |
| 3. | Christian Ehrhoff | 27     |
| 4. | Uwe Krupp         | 23     |
| 5. | Jochen Hecht      | 18     |
| 5. | Dennis Seidenberg | 18     |

|    | Name              | Anzahl |
| -- | ----------------- | ------ |
| 1. | Leon Draisaitl    | 141    |
| 2. | Dany Heatley      | 63     |
| 3. | Christian Ehrhoff | 34     |
| 4. | Jochen Hecht      | 32     |
| 5. | Uwe Krupp         | 29     |

|    | Name              | Anzahl |
| -- | ----------------- | ------ |
| 1. | Uwe Krupp         | 86     |
| 2. | Christian Ehrhoff | 64     |
| 3. | Dany Heatley      | 63     |
| 4. | Leon Draisaitl    | 57     |
| 5. | Dennis Seidenberg | 53     |

## Stanley-Cup-Sieger

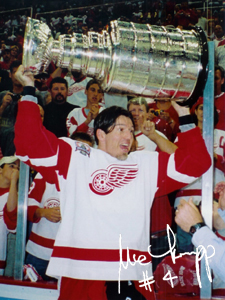
Uwe Krupp nach Gewinn des Stanley Cups 2002

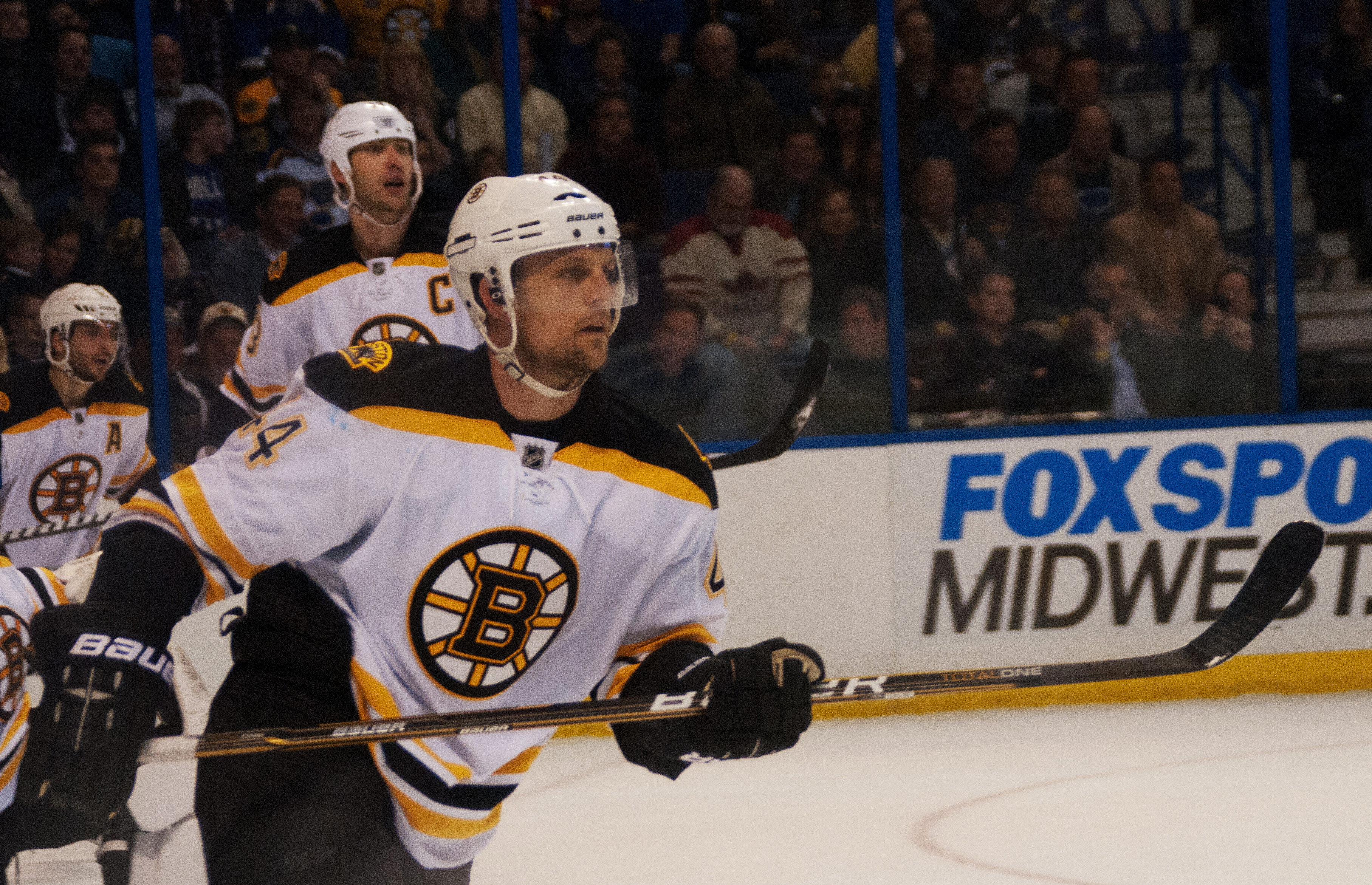
Dennis Seidenberg war der zweite deutsche Stanley Cup Sieger

Uwe Krupp konnte als erster deutscher Spieler den Stanley Cup gewinnen. 1996 gewann er die Trophäe mit den Colorado Avalanche, 2002 wiederholte er den Erfolg mit den Detroit Red Wings, diesmal allerdings nur als Ersatzspieler. Bei seinem ersten Gewinn schoss er in der Verlängerung des entscheidenden Spiels das Siegtor für Colorado.
Zum Zeitpunkt des Stanley Cup Finales 2011 stand fest, dass ein zweiter Deutscher den Stanley Cup gewinnen würde. Am Ende setzte sich Dennis Seidenberg mit den Boston Bruins gegen Christian Ehrhoff und die Vancouver Canucks in sieben Spielen durch. Seidenberg bestach durch hervorragende Abwehrarbeit während der gesamten Playoffs und war im Durchschnitt 27:37 Minuten pro Spiel auf dem Eis.
In der Saison 2015/2016 gewann Tom Kühnhackl den Stanley Cup mit den Pittsburgh Penguins und ist somit der dritte deutsche Stanley-Cup Sieger. Diesen Erfolg konnte er in der darauffolgenden Saison 2016/2017 wiederholen.
In der Saison 2017/2018 gewann Philipp Grubauer mit den Washington Capitals den Stanley Cup.
Vor den Playoffs der Saison 2021/2022 wechselte Nico Sturm von den Minnesota Wild zu den Colorado Avalanche, mit denen er den Stanley Cup gewinnen konnte. Nico Sturm kam dabei bei allen sechs Finalspielen zum Einsatz. Vor den Playoffs der Saison 2024/2025 wechselte Nico Sturm von den San Jose Sharks, zu den Florida Panthers, mit den er zum zweiten Mal den Stanley Cup gewinnen konnte. Er kam in acht Playoff Spilen zum Einsatz.
Vier Spieler mit deutscher Staatsangehörigkeit schafften es zudem, das Stanley-Cup-Finale zu erreichen, unterlagen jedoch dort mit ihrer Mannschaft: Olaf Kölzig mit den Washington Capitals im Jahr 1998 (0:4 gegen die Detroit Red Wings), Dany Heatley und Christoph Schubert mit den Ottawa Senators in der Saison 2006/07 (1:4 gegen die Anaheim Ducks) und Christian Ehrhoff mit den Vancouver Canucks 2010/11 (3:4 gegen die Boston Bruins).

## NHL All-Star Games
Bisher wurden fünf Spieler mit deutscher Staatsangehörigkeit in ein NHL All-Star Game gewählt. Dany Heatley absolvierte drei Spiele (2003, 2007 und 2009). Er wurde 2008 ein weiteres Mal für das Spiel nominiert, musste seine Teilnahme allerdings wegen einer zuvor zugezogenen Verletzung absagen. Olaf Kölzig nahm zweimal teil (1998 und 2000.). Uwe Krupp schaffte es ebenfalls zweimal, für ein solches Spiel nominiert zu werden, nach seiner ersten Teilnahme 1991 musste er das All-Star Game 1999 jedoch verletzungsbedingt absagen. Außerdem nahm auch Marco Sturm (1999) an einem NHL All-Star Game teil. 2019, 2020, 2022, 2023 und 2024 nahm Leon Draisaitl am NHL All-Star Game teil.
Dennis Seidenberg und Christian Ehrhoff wurden zudem für die NHL YoungStars Games 2003 beziehungsweise 2004 nominiert, ein spezielles All-Star Game für Rookies, das jährlich im Rahmen des NHL All-Star Games ausgetragen wird.

## Auszeichnungen

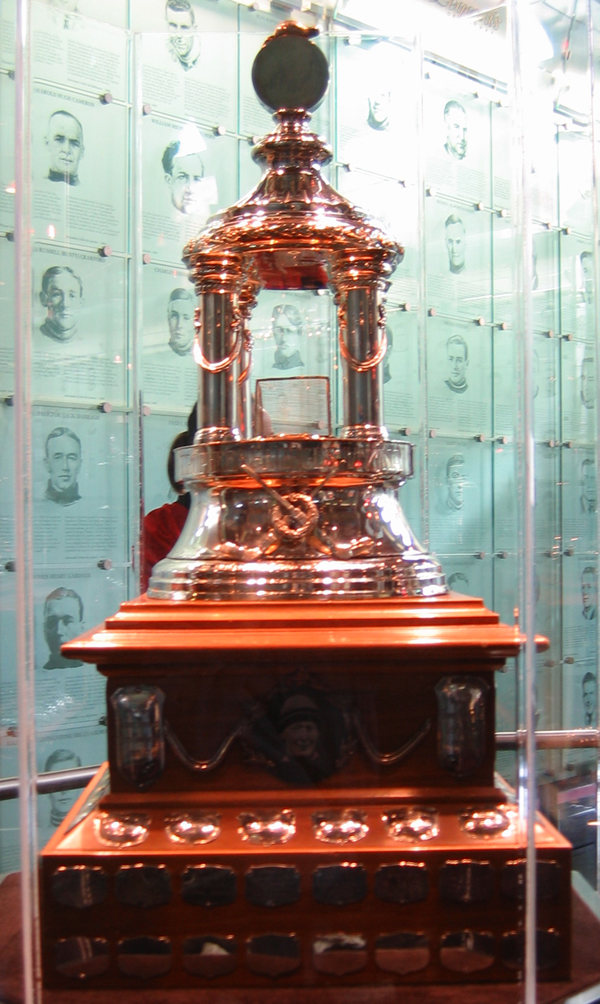
Olaf Kölzig gewann mit der Vezina Trophy als erster deutscher Spieler einen NHL Award

Bisher wurden fünf Spieler mit deutscher Staatsangehörigkeit bei den jährlichen NHL Awards für ihre Leistungen in der vorausgegangenen Saison ausgezeichnet.
Olaf Kölzig konnte dabei mit der Vezina Trophy für den herausragenden Torhüter der Saison im Jahr 2000 als erster Deutscher überhaupt eine Trophäe der National Hockey League gewinnen, 2006 folge die King Clancy Memorial Trophy, die an NHL-Spieler verliehen wird, die sowohl auf dem Eis als auch abseits der Eisfläche Führungsqualitäten und soziales Engagement bewiesen haben. Diese Auszeichnung erhielt er, ebenso wie den NHL Foundation Player Award für besonderes soziales Engagement im Jahr 2001, als Gründer der Stiftung „Athletes Against Autism“, die sich für die Erforschung des Autismus sowie für die Behandlung autistischer Kinder einsetzt. Zudem wurde Kölzig ins NHL First All-Star Team der Saison 1999/00 gewählt.
Dany Heatley wurde für seine erste NHL-Saison 2002 die Calder Memorial Trophy als Rookie des Jahres verliehen, außerdem wurde er ins NHL All-Rookie Team 2001/02 sowie ins NHL First All-Star Team der Saison 2006/07 gewählt. Heatley wurde zudem zum Rookie des Monats Dezember 2001 sowie am 24. Februar 2003 zum Spieler der Spieler der Woche gewählt. Der zweite Spieler mit deutscher Staatsangehörigkeit, der zum NHL-Rookie des Monats ernannt wurde, war Marco Sturm im November 1997. Im Februar 2021 wurde Tim Stützle als dritter Spieler mit deutscher Staatsangehörigkeit zum NHL-Rookie des Monats ernannt.
Thomas Greiss erhielt in der Saison 2018/19 zusammen mit Robin Lehner die William M. Jennings Trophy für die Torhüter eines Teams mit den wenigsten Gegentreffern.
In der Saison 2019/20 wurde Leon Draisaitl mit der Art Ross Trophy ausgezeichnet. Sie wird an denjenigen Spieler der NHL verliehen, der die höchste Punktzahl (Tore + Assists) während der regulären Saison erzielt hat. Zusätzlich wurde Draisaitl als wertvollster Spieler der regulären Saison mit der Hart Memorial Trophy und dem Ted Lindsay Award geehrt.
Moritz Seider wurde in der Saison 2021/22 die Calder Memorial Trophy als Rookie des Jahres verliehen. Außerdem wurde er ins NHL All-Rookie Team 2021/22 gewählt.

## Mannschaftskapitäne
Einziger deutscher Spieler, der bisher von einem NHL-Team zum Mannschaftskapitän gewählt wurde, war Jochen Hecht im Oktober 2007. Nach den Abgängen von Daniel Brière und Chris Drury im Sommer 2007 führten die Buffalo Sabres das Rotationsprinzip für das Kapitänsamt ein, wodurch der Deutsche der erste Spieler während der Saison war, der dieses Amt für einen Monat innehatte.
Dany Heatley, Christian Ehrhoff, Marcel Goc waren zeitweise Assistenzkapitäne ihres Teams. Leon Draisaitl bekleidet dieses Amt seit der Saison 2019–20.

## Auflistung nach Draft-Position
Der NHL Entry Draft ist eine jährliche Veranstaltung der NHL, bei der die Teams der Liga Rechte an verfügbaren Amateur- und Jugendspielern erwerben (to draft = einberufen, einziehen) können. In jeder Runde des Drafts hat jedes Team einen sogenannten Draftpick, das bedeutet, dass man sich die Rechte an einem Spieler pro Runde sichern kann. Wählbar sind dabei alle 18- bis 20-jährigen nordamerikanischen Amateur- und Jugendspieler, für Europäer gibt es keine Altersgrenze.
Erläuterung: Dass ein Spieler zwar in einer früheren Runde, dennoch aber an späterer Position gezogen wurde, liegt daran, dass sich die Zahl der auswählenden Teams über die Jahre hinweg vergrößert hat.
| Pick      | Spieler            | Jahr     | NHL-Team            |
| 1. Runde  | 1. Runde           | 1. Runde | 1. Runde            |
| --------- | ------------------ | -------- | ------------------- |
| 2.        | Dany Heatley       | 2000     | Atlanta Thrashers   |
| 3.        | Leon Draisaitl     | 2015     | Edmonton Oilers     |
| 3.        | Tim Stützle        | 2020     | Ottawa Senators     |
| 6.        | Moritz Seider      | 2019     | Detroit Red Wings   |
| 17.       | Lukas Reichel      | 2020     | Chicago Blackhawks  |
| 19.       | Olaf Kölzig        | 1989     | Washington Capitals |
| 20.       | Marcel Goc         | 2001     | San Jose Sharks     |
| 21.       | Marco Sturm        | 1996     | San Jose Sharks     |
| 2. Runde  |                    |          |                     |
| 27.       | Mike Heidt         | 1982     | Los Angeles Kings   |
| 34.       | John-Jason Peterka | 2020     | Buffalo Sabres      |
| 38.       | Jason Holland      | 1994     | New York Islanders  |
| 42.       | John Tripp         | 1997     | Calgary Flames      |
| 49.       | Jochen Hecht       | 1995     | St. Louis Blues     |
| 3. Runde  |                    |          |                     |
| 48.       | Uli Hiemer         | 1981     | Colorado Rockies    |
| 53.       | Stefan Ustorf      | 1992     | Washington Capitals |
| 57.       | Sven Butenschön    | 1994     | Pittsburgh Penguins |
| 77.       | John Tripp         | 1995     | Colorado Avalanche  |
| 83.       | Timo Pielmeier     | 2007     | San Jose Sharks     |
| 92.       | Alexander Sulzer   | 2003     | Nashville Predators |
| 94.       | Thomas Greiss      | 2004     | San Jose Sharks     |
| 4. Runde  |                    |          |                     |
| 99.       | Rob Zepp           | 1999     | Atlanta Thrashers   |
| 106.      | Christian Ehrhoff  | 2001     | San Jose Sharks     |
| 107.      | Dimitri Pätzold    | 2001     | San Jose Sharks     |
| 110.      | Rob Zepp           | 2001     | Carolina Hurricanes |
| 110.      | Tom Kühnhackl      | 2010     | Pittsburgh Penguins |
| 111.      | Korbinian Holzer   | 2006     | Toronto Maple Leafs |
| 112.      | Philipp Grubauer   | 2010     | Washington Capitals |
| 114.      | Tobias Rieder      | 2011     | Edmonton Oilers     |
| 127.      | Christoph Schubert | 2001     | Ottawa Senators     |
| 5. Runde  |                    |          |                     |
| 92.       | Steve Junker       | 1991     | New York Islanders  |
| 111.      | Chris Schmidt      | 1994     | Los Angeles Kings   |
| 6. Runde  |                    |          |                     |
| 159.      | Sascha Goc         | 1997     | New Jersey Devils   |
| 172.      | Dennis Seidenberg  | 2001     | Philadelphia Flyers |
| 8. Runde  |                    |          |                     |
| 152.      | Wally Schreiber    | 1982     | Washington Capitals |
| 156.      | Robby Geale        | 1980     | Pittsburgh Penguins |
| 212.      | Rick Goldmann      | 1996     | Ottawa Senators     |
| 241.      | Mike Card          | 2004     | Buffalo Sabres      |
| 11. Runde |                    |          |                     |
| 214.      | Uwe Krupp          | 1983     | Buffalo Sabres      |

Erläuterung:
1. Rob Zepp und John Tripp wurden nach dem Auslaufen der Draftrechte ein zweites Mal ausgewählt.

### Gedraftete Spieler ohne NHL-Einsatz
Schon 1978 wurden mit Bernhard Englbrecht (196.) und Gerd Truntschka (200.) die ersten Deutschen in einem NHL-Draft ausgewählt, beide kamen jedoch nie in der höchsten nordamerikanischen Profiliga zum Einsatz. Spieler mit deutscher Staatsangehörigkeit, die zwar gedraftet, jedoch nie oder bisher nicht in der NHL eingesetzt wurden, sind in der folgenden Liste aufgestellt:
| Pick      | Spieler               | Pos      | Jahr     | NHL-Team            |
| 1. Runde  | 1. Runde              | 1. Runde | 1. Runde | 1. Runde            |
| --------- | --------------------- | -------- | -------- | ------------------- |
| 25.       | Dominik Bokk          | LW/RW    | 2018     | St. Louis Blues     |
| 2. Runde  |                       |          |          |                     |
| 36.       | Darin Olver           | LW       | 2004     | New York Rangers    |
| 37.       | Martin Reichel        | C        | 1992     | Edmonton Oilers     |
| 43.       | Julian Lutz           | LW       | 2022     | Arizona Coyotes     |
| 46.       | Rick Girard           | C        | 1993     | Vancouver Canucks   |
| 48.       | Philip Gogulla        | W        | 2005     | Buffalo Sabres      |
| 3. Runde  |                       |          |          |                     |
| 46.       | Dieter Hegen          | RW       | 1981     | Montreal Canadiens  |
| 57.       | Jason Young           | LW       | 1991     | Buffalo Sabres      |
| 74.       | Chris Heid            | D        | 2001     | Minnesota Wild      |
| 85.       | Ahren Spylo           | LW       | 2002     | New Jersey Devils   |
| 90.       | Luca Münzenberger     | D        | 2021     | Edmonton Oilers     |
| 96.       | Maxim Schäfer         | F        | 2025     | Washington Capitals |
| 4. Runde  |                       |          |          |                     |
| 98.       | Julius Sumpf          | F        | 2025     | Chicago Blackhawks  |
| 98.       | Sebastian Stefaniszin | G        | 2007     | Anaheim Ducks       |
| 102.      | Patryk Pysz           | RW       | 1993     | Chicago Blackhawks  |
| 117.      | David Lewandowski     | F        | 2025     | Edmonton Oilers     |
| 117.      | Felix Schütz          | C        | 2006     | Buffalo Sabres      |
| 118.      | Marcel Noebels        | LW       | 2011     | Philadelphia Flyers |
| 5. Runde  |                       |          |          |                     |
| 123.      | Frank Appel           | D        | 1994     | Calgary Flames      |
| 130.      | Denis Reul            | D        | 2007     | Boston Bruins       |
| 130.      | Jerome Flaake         | LW       | 2008     | Toronto Maple Leafs |
| 136.      | Leon Gawanke          | D        | 2017     | Winnipeg Jets       |
| 139.      | Patrick Ehelechner    | G        | 2003     | San Jose Sharks     |
| 147.      | Kevin Bicker          | F        | 2023     | Detroit Red Wings   |
| 150.      | Manuel Wiederer       | C        | 2016     | San Jose Sharks     |
| 151.      | Haakon Hänelt         | F        | 2021     | Washington Capitals |
| 157.      | Arno Tiefensee        | G        | 2023     | Dallas Stars        |
| 162.      | Stefan Schauer        | D        | 2001     | Ottawa Senators     |
| 6. Runde  |                       |          |          |                     |
| 102.      | Dan Djakalovic        | F        | 1976     | Toronto Maple Leafs |
| 151.      | Robert Francz         | LW       | 1997     | Phoenix Coyotes     |
| 151.      | Mirko Höfflin         | C        | 2010     | Chicago Blackhawks  |
| 160.      | Kai Fischer           | G        | 1996     | Colorado Avalanche  |
| 163.      | Maksymilian Szuber    | D        | 2022     | Arizona Coyotes     |
| 163.      | Konrad Abeltshauser   | D        | 2010     | San Jose Sharks     |
| 164.      | Constantin Braun      | LW       | 2006     | Los Angeles Kings   |
| 170.      | Justin Schütz         | LW       | 2018     | Florida Panthers    |
| 171.      | Brooks Macek          | F        | 2010     | Detroit Red Wings   |
| 174.      | Robert Dietrich       | D        | 2007     | Nashville Predators |
| 177.      | Carlos Händel         | D        | 2021     | Montreal Canadiens  |
| 187.      | Nikita Quapp          | G        | 2021     | Carolina Hurricanes |
| 7. Runde  |                       |          |          |                     |
| 189.      | Colin Beardsmore      | C        | 1996     | Detroit Red Wings   |
| 194.      | David Elsner          | F        | 2010     | Nashville Predators |
| 205.      | Norwin Panocha        | D        | 2023     | Buffalo Sabres      |
| 207.      | Dominik Bielke        | D        | 2009     | San Jose Sharks     |
| 213.      | Justin Krueger        | D        | 2006     | Carolina Hurricanes |
| 216.      | Kai Hospelt           | F        | 2003     | San Jose Sharks     |
| 8. Runde  |                       |          |          |                     |
| 202.      | Sean Tallaire         | RW       | 1993     | Vancouver Canucks   |
| 242.      | Eduard Lewandowski    | LW       | 2003     | Phoenix Coyotes     |
| 9. Runde  |                       |          |          |                     |
| 275.      | Robert Müller         | G        | 2001     | Washington Capitals |
| 10. Runde |                       |          |          |                     |
| 196.      | Peter Romberg         | D        | 1985     | Calgary Flames      |
| 206.      | Glen Goodall          | C        | 1988     | Detroit Red Wings   |
| 209.      | Rob Leask             | D        | 1991     | Washington Capitals |
| 251.      | Marc Seliger          | G        | 1993     | Washington Capitals |
| 11. Runde |                       |          |          |                     |
| 225.      | Miloš Vaník           | F        | 1987     | Washington Capitals |
| 12. Runde |                       |          |          |                     |
| 196.      | Bernhard Englbrecht   | G        | 1978     | Atlanta Flames      |
| 200.      | Gerd Truntschka       | C        | 1978     | St. Louis Blues     |
| 239.      | Andreas Lupzig        | F        | 1988     | Chicago Blackhawks  |
| 243.      | Michael Pohl          | F        | 1988     | New Jersey Devils   |
| 260.      | Torsten Kienass       | D        | 1991     | Boston Bruins       |